# 高杉晋作が登場する大衆文化作品一覧
高杉晋作が登場する大衆文化作品一覧（たかすぎしんさくがとうじょうするたいしゅうぶんかさくひんいちらん）

## 小説
- 司馬遼太郎『世に棲む日日』（文春文庫）
- 司馬遼太郎『十一番目の志士』（文春文庫）
- 山岡荘八『高杉晋作』（講談社文庫）
- 三好徹『高杉晋作』（学習研究社、のち学陽書房人物文庫、学研M文庫）
- 秋山香乃『晋作　蒼き烈日』（日本放送出版協会）
- 池宮彰一郎『高杉晋作』（講談社文庫）
- 林房雄『青年』（中央公論社）
- 古川薫『高杉晋作奔る』（講談社文庫）
- 古川薫『高杉晋作　－戦闘者の愛と死－』（新潮文庫）
- 古川薫『維新の烈風 《吉田松陰と高杉晋作》』（徳間文庫）
- 今江祥智『マイ・ディア・シンサク』（新潮社）
- 田中秀征『梅の花咲く 決断の人・高杉晋作』（近代文藝社）
- 葉室麟『春風伝』（新潮社）

## 映画
- 『高杉晋作』（1925年、帝国キネマ、監督：広瀬五郎）
- 『高杉晋作』（1928年、日活、監督：若山治）
- 『高杉晋作』（1928年、東亜キネマ、監督：広瀬五郎）
- 『高杉晋作』（1928年、市川右太衛門プロダクション、監督：長尾史録）
- 『高杉晋作』（1937年、今井映画製作所、監督：下村健二）
- 『海峡の風雲児』（1943年、大映、監督：仁科熊彦、演：嵐寛寿郎）
- 『狼火は上海に揚る』（1944年、大映・中華電影、監督：稲垣浩・岳楓・胡心霊、演：阪東妻三郎）
- 『幕末太陽傳』（1957年、日活、監督：川島雄三、演：石原裕次郎）
- 『幕末青春グラフィティ Ronin 坂本竜馬』（1986年、東宝、監督：河合義隆、演：吉田拓郎）
- 『長州ファイブ』（2006年、リベロ映画、監督：五十嵐匠、演：寺島進）
- 『るろうに剣心-The Beginning-』(2021年、ワーナーブラザース映画、監督：大友啓史、演:安藤政信)

## テレビドラマ
高杉晋作が主人公のテレビドラマ
- 『高杉晋作』（1963年、朝日放送、演：宗方勝巳）
- 『奇兵隊』（1989年、日本テレビ年末時代劇スペシャル、演：松平健）
- 『蒼天の夢 松陰と晋作・新世紀への挑戦』（2000年、NHK、演：野村萬斎）

その他のテレビドラマ
- 『三姉妹』（1967年NHK大河ドラマ、演：山本學）
- 『竜馬がゆく』（1968年NHK大河ドラマ、演：和田浩治）
- 『天皇の世紀』（1971年、朝日放送、演：原田大二郎）
- 『花神』（1977年NHK大河ドラマ、演：中村雅俊）
- 『竜馬がゆく』（1982年、テレビ東京、演：田村亮）
- 『幕末青春グラフィティ 坂本竜馬』（1982年、日本テレビサントリードラマスペシャル、演：吉田拓郎）
- 『大奥』（1983年、フジテレビ、演：大橋吾郎）
- 『影の軍団 幕末編』（1985年、KTV、演：本田博太郎）
- 『坂本龍馬』（1989年、TBS大型時代劇スペシャル、演：井上純一）
- 『野望の国』（1989年、日本テレビ、演：陣内孝則）
- 『竜馬におまかせ!』（1996年、日本テレビ、演：寺脇康文）
- 『竜馬がゆく』（1997年、TBS、演：西村和彦）
- 『竜馬がゆく』（2004年、テレビ東京、演：葛山信吾）
- 『龍馬伝』（2010年NHK大河ドラマ、演：伊勢谷友介）
- 『知られざる幕末の志士　山田顕義物語』（2012年、毎日放送、演：桐山照史）
- 『花燃ゆ』（2015年NHK大河ドラマ、演：高良健吾）

## 漫画
高杉晋作が主人公の漫画
- はしもとみつお『走れ晋作』（角川書店）
- 朔田浩美 『百花春風抄 花の章』『百花春風抄 風の章』（講談社ワイドKC Kiss）
- 堀江卓『高杉晋作 幕末・維新の風雲児』（学研まんが人物日本史）
- 会田薫　『梅鶯繚乱-長州幕末狂騒曲』『疼く春』（ITANコミックス）

その他の漫画
- 武田鉄矢・小山ゆう『お〜い!竜馬』（小学館）
- 小山ゆう『AZUMI』(小学館)
- 髙橋ツトム『SIDOOH/士道』（集英社）
- 和月伸宏『るろうに剣心 -明治剣客浪漫譚-』（集英社）
- 村上もとか『JIN-仁-』（集英社）
- 青池保子『イブの息子たち』（6巻・7巻に登場）（秋田書店）
- 杉本亜未『夕凪』（『春やきぬらん』に収録）（角川書店）
- むつ利之『龍馬へ』（講談社）
- 奈々巻かなこ『声音師2（『狐宿』の回）』（小学館）
- 真船一雄『スーパードクターK（『カルテ224　幕末蘭方医外伝』に登場）』（講談社）
- 『日本の歴史15　ゆきづまる幕府』（小学館）
- 『日本の歴史16　幕末の風雲』（小学館）
- 斉藤栄一『萩が生んだ若き志士　吉田松陰とその門下生』
- 加瀬あつし『ばくだん!幕末男子』（4巻から登場）（講談社）
- 梅村真也・橋本エイジ『ちるらん 新撰組鎮魂歌』(コミックゼノン）
- そにしけんじ『ねこねこ日本史』（実業之日本社）
- 細川忠孝『ツワモノガタリ』（3巻・4巻に登場）（講談社）
- 司馬遼太郎・鈴ノ木ユウ『竜馬がゆく』（文藝春秋）

## テレビ番組
- 『天皇の世紀 第二部 7 馬関の戦い』（1973年、朝日放送、演：岸田森）
- 『時代劇法廷スペシャル 被告人は坂本龍馬』（2015年、時代劇専門チャンネル、演：上山竜治）

## アニメ
その他のアニメ
- 『お～い!竜馬』（NHK総合テレビ、声：飛矢馬剣）
- 『ねこねこ日本史』（Eテレ、声：佐々木義人） - 主役の回が2回ある。

## 舞台
- 『彦馬がゆく』本間憲一-高杉晋作役（2002年1月8日 - 2月3日渋谷PARCO劇場　2002年2月9日 - 3月3日大阪シアタードラマシティ　2002年3月9日 - 3月31日ル テアトル銀座）
- 『維新回天竜馬伝』十輝いりす-高杉晋作役（2006年11月 - 12月宝塚大劇場　2007年1月 - 2月東京宝塚劇場）
- 『上海大冒険』小市慢太郎-高杉晋作役（1990年4月28日 - 30日扇町ミュージアムスクエア）
- 『寝不足の高杉晋作』奥谷知弘-高杉晋作役（2024年11月13日 - 17日新宿シアタートップス）[1]

## ゲーム
- 『明治維新』（ユース）
- 『維新の嵐』シリーズ（コーエー）
- 『坂本龍馬・維新開国』（KID）
- 『風雲 幕末伝』（元気、声：奥田啓人）
- 『恋愛幕末カレシ〜時の彼方で花咲く恋〜』（フリュー、声：中村悠一）
- 『Fate/Grand Order』（TYPE-MOON、声：柿原徹也）
- 『裏語 薄桜鬼』（声：杉田智和）
- 『Rise of the Ronin』（コーエー、声：小西克幸）

## フィギュア
- 『歴史英雄シリーズ　高杉晋作』（トレジャーワークス）原型制作　高橋渉　samuraidoll
- 『幕末維新　胸像シリーズ　高杉晋作』（samuraidoll）原型制作　高橋渉

## 歌謡曲
- 高杉晋作（三波春夫、1963年）
- あゝ高杉晋作（三橋美智也、1986年）
- 「うの」ひと夏 by 高杉（吉田拓郎、1988年）
- 高杉晋作（尾形大作、1988年）

## CM
- ACジャパン2015年度の結核予防会支援キャンペーン「JOYと偉人」（肖像で出演）